# Štadión pod Dubňom
Lo Štadión pod Dubňom è uno Stadio situato a Žilina, in Slovacchia. Esso è stato inaugurato nel 1941. Lo stadio ospita le partite casalinghe dello Mestský Športový Klub Žilina. Ha una capienza di 11 181 persone. Lo stadio originale fu costruito nel 1941 anche se il terreno era stato in uso fin dalla fondazione del club avvenuta nel 1909. A partire dal 2002, prevalentemente a causa dei requisiti UEFA, il club ha proposto un ampio rinnovamento dello stadio, che poi è stato in costante processo di riqualificazione.